# سرخرگ نافی
سرخرگ نافی (انگلیسی: Umbilical artery) نام یک جفت سرخرگ است که در ناحیه شکمی و لگن یافت می‌شود. سرخرگ‌های نافی خون بی‌اکسیژن را از جنین به جفت منتقل می‌کنند و بنابر این، در پستانداران جفت‌دار نقشی اساسی در رشد و سلامت جنین دارند.
در جنین، این سرخرگ‌ها تا بند ناف ادامه می‌یابند. برای هر نیم از بدن یکی از این سرخرگ‌ها وجود دارد. در بند ناف به طور معمول دو سرخرگ نافی و یک سیاهرگ نافی حضور دارند. سرخرگ‌های نافی مثانه را دربر گرفته‌اند و تمامی خون بی‌اکسیژن را از جنین از طریق بند ناف بیرون می‌برند.
در داخل جفت، ارتباط بین دو سرخرگ بند ناف در حدود ۵ میلی‌متری پیوندگاه بند ناف به جفت دیده می‌شود که به عنوان تعدیل‌کننده فشار بین دو سرخرگ یا به عبارتی به صورت یک دریچه ایمنی عمل می‌کند. 
محل اتصال دو سرخرگ نافی، بازپیوندگاه هیرتل نامیده می‌شود. دو سرخرگ نافی سپس به صورت رگ‌های برون‌شامه‌ای یا سرخرگ‌های جنینی درون‌جفتی انشعاب می‌یابند.